# Ramat Ganstadion
Het Ramat Ganstadion is een multifunctioneel stadion in Ramat Gan, een stad in Israël. Het stadion wordt voornamelijk gebruikt voor atletiek- en voetbalwedstrijden. Tot 2014 was dit het nationale voetbalstadion van Israël. In het stadion is plaats voor 41.538 toeschouwers. Hapoel Ramat Gan is de bespeler van het stadion.

## Historie
In 1951 werd dit stadion gebouwd. Het Aziatisch kampioenschap voetbal werd van 26 mei tot en met 3 juni 1964 in Israël gespeeld en dit stadion werd gebruikt voor wedstrijden op dat toernooi. Het gastland speelde 2 wedstrijden in dit stadion, tegen Hongkong werd het 1–0 en later tegen Zuid-Korea won het land met 2–1 en werd zo kampioen. Toen Maccabi Haifa in het seizoen 2004-2005 de Champions League bereikte werden de thuiswedstrijden in Groep C hier gespeeld. Ook in het seizoen 2009-10 bereikte de club de Groepsfase van de Champions League.